# Козловка
Козловка (рус. Козловка) град је у Русији у Чувашији. Према попису становништва из 2010. у граду је живело 10359 становника.

## Становништво
| 1939. | 1959. | 1970.  | 1979.  | 1989.  | 2002.  | 2010.  |
| ----- | ----- | ------ | ------ | ------ | ------ | ------ |
| 5.700 | 9.363 | 11.655 | 11.871 | 12.708 | 13.054 | 10.359 |